# Beauville (Lot-et-Garonne)
Beauville település Franciaországban, Lot-et-Garonne megyében. Lakosainak száma 552 fő (2022. január 1.). Beauville Saint-Amans-du-Pech, Bourg-de-Visa, Lacour, Roquecor, Blaymont, Cauzac, Dondas és Engayrac községekkel határos.

## Népesség
A település népességének változása:
| Lakosok száma | 579  | 545  | 548  | 583  | 556  | 565  | 566  | 550  | 550  | 552  |
|               | 1968 | 1982 | 1990 | 2006 | 2013 | 2015 | 2017 | 2019 | 2020 | 2022 |